# 黄裳 (北宋)
黃裳（1044年—1130年），字勉仲，一字道夫，自号紫玄翁，南剑州剑浦县（今福建省北部南平市）一带人。宋朝官员。

## 生平
宋神宗元豐五年（1082年）進士第一，知福州。
政和年间，宋徽宗访求天下道教遗书，命其負責刊印道藏，称为《政和万寿道藏》。歷官端明殿學士、禮部尚書。
蔡京倡行“三舍法”，黃裳上書反對，以為此法“宜近不宜遠，宜少不宜老，宜富不宜貧”。
建炎四年（1130年）卒。追赠少傅。
黃裳墓據報位於江西崇仁縣許坊鄉黃坊村鍋形山。

## 著作
善作詩，其詞“語言明艷，如春水碧玉，讓人心醉，觀賞把玩不已”。代表作有《賣花聲》、《永遇樂》。著有《演山先生文集》、《演山詞》。《宋史翼》有傳。

## 文学形象
在金庸的武俠小說《射鵰英雄傳》第十六回中，黃裳著有《九陰真經》，也是金庸小說中武功絕頂的高手之一。

## 遊戲參考
在手機遊戲《棕色塵埃》，帝國的白魔導士「納羅達斯」，其引用的就是神手道士題材來自金庸的黃裳，但是因為過度吸取《九陰真經》真髓之後，返老還童變成一個小孩子道士，同黄裳，卡里安帝國瓦解之後，開始無盡的隱居之士。